# 图林根盆地

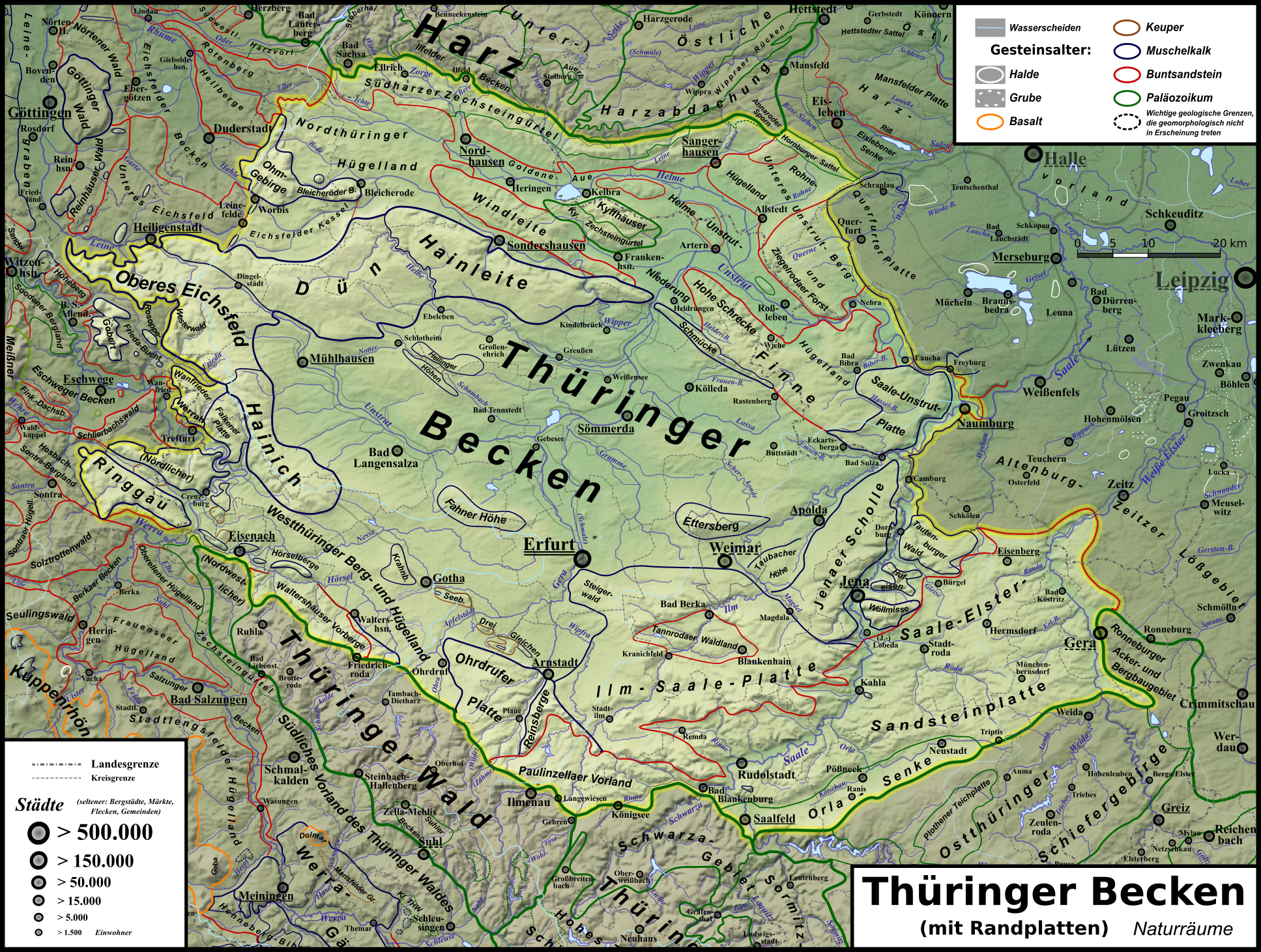
图林根盆地的位置。

图林根盆地（德語：Thüringer Becken）位于德国中部图林根州，是德国富饶的农业地区。盆地北靠哈茨山，南临图林根林山，东接萨克森低地。盆地内属于萨勒河支流，春季因雪水注入而有时泛滥。当地气候和土壤适合农业耕作，盛产谷物和块根作物。伊尔姆河两岸山坡多果园和葡萄园。北部出产褐煤和钾碱。主要工业城市有哥达，爱尔福特。魏玛是重要的文化中心和旅游胜地，歌德，巴赫及弗朗茨·李斯特都曾在魏玛居住。